# Tamaphora matusitai
Tamaphora matusitai är en insektsart som beskrevs av Matsumura 1942. Tamaphora matusitai ingår i släktet Tamaphora och familjen spottstritar. Inga underarter finns listade i Catalogue of Life.